# Трескунов, Семён Алексеевич
Семён Алексе́евич Трескуно́в (род. 14 ноября 1999, Москва) — российский киноактёр.

## Биография
Родился 14 ноября 1999 года в Москве. В 2010 году мать отвела 10-летнего Трескунова на пробы рекламы МТС, которые он прошёл. До этого был год тщетных попыток на различных рекламных кастингах. Зимой 2011 года ему предложили роль дублёра в фильме «Аварийное состояние» Всеволода Бенигсена. Однако увидев Трескунова, режиссёр отдал ему всю роль, которая стала первой в его фильмографии. Далее последовала роль в фильме «Ночной гость» Станислава Назирова, где Трескунов сыграл сына главной героини — Кирилла. Летом того же года он сыграл в криминальном триллере Рената Давлетьярова «Стальная бабочка» в роли беспризорника Карлика. В 2011—2016 годах снялся более чем в 30 фильмах. Известен ролями в фильмах «Мамы», «Частное пионерское», в сериалах «Светофор» и «Семейный бизнес». В киноальманахе «Мамы» снялся в новелле «Операция М». В картине «Частное пионерское» Александра Карпиловского Трескунов сыграл главную роль — пионера Мишку Хрусталёва.
Снялся в фильмах «Шагал — Малевич» Александра Митты, «Третья мировая» Александра Котта, в сериале «Чёрные кошки».
В 2014 году на фестивале «Окно в Европу» впервые была показана картина Владимира Котта «На дне» по пьесе Максима Горького, где Трескунов сыграл Луку. Фильм был неоднозначно принят критиками.
Далее Трескунов снялся в криминальном фильме «Переводчик». Летом 2014 года в Москве закончились съёмки фантастической комедии Александра Войтинского «Призрак», где партнёром Трескунова по площадке стал Фёдор Бондарчук. Актёр исполнил роль «маменькиного сынка», презираемого одноклассниками, которого начинает преследовать призрак погибшего авиаконструктора. Работа в этой картине, вышедшей на экраны в марте следующего года, стала по признанию кинокритиков большим творческим достижением Трескунова.
В октябре 2015 года, Трескунов вместе с Алисой Кожикиной исполнили саундтрек к мультфильму «Крепость. Щитом и мечом».
В 2016 году вышел фильм «Хороший мальчик», где Трескунов сыграл главную роль.
В 2017 году окончил школу. Поступил во ВГИК на режиссёрский факультет, но не смог учиться из-за плотного съёмочного графика.
С 2017 по 2020 год снимался в сериале «Ивановы-Ивановы», где исполнил одну из главных ролей. В 2019 году сыграл в сериале «Гранд» роль молодого управляющего отелем. В 2020 году вышел новый сериал «Зелёный фургон» с его участием.
15 марта 2024 года Министерством юстиции России внесён в список физических лиц «иностранных агентов».

## Личная жизнь
В свободное время актёр читает художественную и профильную литературу, смотрит фильмы и сериалы, практикует экстремальные виды спорта, медитации, играет в настольный теннис и падел.
Помимо актёрской, занимается креативной деятельностью, пишет колонки для Радио Свобода, а также сценарии для рекламных и музыкальных видео.
С 2018 года выступал сценаристом и режиссёром-постановщиком трёх короткометражных фильмов, трёх музыкальных клипов, в числе которых клипы группе «Буерак» и исполнительнице Алёне Швец.
В сентябре 2021 года репатриировался в Израиль.
5 апреля 2022 года женился на Аните Ахмадуллиной. В феврале 2025 года стало известно, что актёр развёлся с женой.
С декабря 2022 года проживает в Барселоне, Испания.
Свободно говорит на английском языке, практикует испанский.

## Общественная позиция
20 января 2021 года записал видеообращение в поддержку задержанного Алексея Навального. 23 января участвовал в акции протеста.
18 февраля 2021 года ответил режиссёру Никите Михалкову на осуждение российских артистов за участие в митингах. Михалков заявил, что не понимает артистов, которые поддерживают оппозицию, ведь они получают по 100—200 тысяч рублей за смену. Трескунов не согласился с мнением Михалкова и вызвал его на публичную дискуссию.
8 июля 2023 года на своей странице в Фейсбуке ответил публичным письмом Константину Богомолову на осуждение уехавших из России деятелей культуры.
Выступает против вторжения России на Украину.

## Фильмография
- 2011 — Аварийное состояние — Васенька
- 2011 — Ночной гость — Кирилл, сын Татьяны
- 2012 — Мамы — Саша, сын
- 2012 — Мосгаз — Серёжа Чеботарь
- 2012 — Няньки — мальчик Федя
- 2012 — Обменяйтесь кольцами — Лёша, сын Веры
- 2012 — Обратная сторона Луны — Рыжий в детстве
- 2012 — Право на правду — Петя, сын Аржановского
- 2012 — Стальная бабочка — Карлик
- 2012 — Три товарища — Олег Костров в детстве
- 2012 — Частное пионерское — Мишка Хрусталёв
- 2013 — Всё сначала — Павел в детстве
- 2013 — Невидимки — эпизод
- 2013 — Операция «Кукловод» — Антон
- 2013 — Студия 17 — Андрей, младший брат Ксюхи
- 2013 — Супер Макс — Антон, лучший друг Макса
- 2013 — Третья мировая — Петька, внук деда Максима
- 2013 — Чёрные кошки — Ромка, шпана
- 2013 — Шагал — Малевич — Лёва в детстве
- 2013—2014, 2016 — Светофор — Ваня Гурин, беспризорник
- 2014 — Мальчики + девочки — Кот
- 2014 — На дне — Лука
- 2014 — Отмена всех ограничений — Кирилл, сын Ирины и Александра
- 2014 — Чемпионы — Боря, юный хоккеист
- 2015 — Аргентина — Лёшка Найдёнов (Аргентина), детдомовец
- 2015 — Переводчик — Максим, сын Льва
- 2015 — Призрак — Ваня Кузнецов, восьмиклассник
- 2015 — Семейный бизнес — Лёня
- 2015 — Частное пионерское 2 — Мишка Хрусталёв
- 2016 — Вышибала — Артём
- 2016 — Москва. Центральный округ — брат Никиты
- 2016 — София — Иван Грозный в юности
- 2016 — Хороший мальчик — Коля Смирнов
- 2017—2021 — Ивановы-Ивановы — Данила Иванов
- 2017 — Доктор Рихтер — Дима
- 2017 — Рубеж — Алексей Шуров
- 2017 — Стань легендой! Бигфут Младший — Адам
- 2017 — Частное пионерское 3 — Мишка Хрусталёв
- 2018 — У ангела ангина — Чухна
- 2019 — Т-34 — Водитель Василий
- 2019 — Волшебник — Рома
- 2019 — Гранд (2 сезон) — Станислав Сырский
- 2019 — Зелёный фургон. Совсем другая история — Евгений Красавин
- 2020 — Глубже! — владелец порнобизнеса, экскурсовод
- 2020 — Смертельные иллюзии — Егор, администратор
- 2020 — Грозный — Иван Грозный в юности
- 2021 — Родные — Саня
- 2021 — Рашн Юг/Совершенно летние — Артём Дудин
- 2022 — Конец света — Демьян Баженов

- 2024 — Бит и Байт 2: Адские каникулы — камео

## Критика
Обозреватель «Афиши» Антон Долин об игре актёра в фильме «Призрак»: 

 Семён Трескунов не просто справляется со сложной ролью, но «крадёт шоу у самого Бондарчука», и юного актёра ждёт «большое светлое будущее». 
Согласна с такой оценкой и рецензент «Российской газеты» Сусанна Альперина: 

«…у Семёна Трескунова явно есть все задатки, чтобы стать Юрием Никулиным нашего времени».
В свою очередь, кинокритик «Коммерсанта» Лидия Маслова находит игру актёра даже чересчур профессиональной, поскольку ему удалось создать 

«…такой убедительный образ неприятного нытика и задрота, что поскорей хочется отправить этого отрока куда-нибудь подальше во Вселенную — либо за штурвалом ещё не испытанного самолёта, как это происходит в фильме, либо, ещё лучше, в каком-нибудь специальном грузовом отсеке межконтинентальной баллистической ракеты».

## Награды
- Диплом за лучший актёрский дуэт с Егором Клинаевым в фильме «Частное пионерское» на XVII Фестивале визуальных искусств в ВДЦ «Орлёнок» (2013).
- Бронзовая статуэтка «Кораблик» в номинации «Лучший мальчик-актёр» на XXI Международном кинофестивале «Алые паруса» в «Артеке» за роль в фильме «Частное пионерское» (2013).
- Победитель в номинации «Лучший детский актёр» на XXIII Международном кинофестивале «Алые паруса» в «Артеке» за роль в фильме «Частное пионерское 2» (2015).
- Приз в номинации «Надежда» на IX российском открытом кинофестивале «Мужская роль» имени И. И. Мозжухина в Пензе за роль в фильме «Хороший мальчик» (2016)[31].